# قزل‌قیه سفلی
قزل‌قیه سفلی، روستایی از توابع بخش مرکزی شهرستان شاهین‌دژ در استان آذربایجان غربی ایران است.

## جمعیت
این روستا در دهستان هولاسو قرار دارد و براساس سرشماری مرکز آمار ایران در سال ۱۳۸۵، جمعیت آن ۲۴۱ نفر (۴۸ خانوار) بوده‌است. این روستا در فاصلۀ ۲۶ کیلومتری جنوب شرقی شهرستان شاهین دژ واقع شده‌است.